# 島守郵便局
島守郵便局（しまもりゆうびんきょく）は青森県八戸市南郷大字島守にある郵便局である。民営化前の分類では無集配特定郵便局であった。局番号は84129。

## 概要
住所：〒031-0202 青森県八戸市南郷大字島守字砂篭5-4
元々集配特定郵便局だったが、集配拠点の見直しにより、2004年（平成16年）9月6日付けで近隣の中沢郵便局（同日、南郷郵便局に改称。）に事務を移管され、無集配局となった。

## 沿革
- 1924年（大正13年）10月11日 - 開局。
- 1934年（昭和9年）2月1日 - 陸奥田代郵便局[1]から集配業務を移管し、集配業務を開始[2]。
- 1975年（昭和50年）11月12日 - 電話交換業務を八戸電報電話局に移管[3]。
- 2004年（平成16年）9月6日 - 集配業務を近隣の中沢郵便局（同日、南郷郵便局に改称）に移管[4]。
- 2005年（平成17年）3月31日 - 三戸郡南郷村が八戸市に編入合併されたため、八戸市に所在する郵便局となる。
- 2007年（平成19年）10月1日 - 民営化。
- 2012年（平成24年）10月1日 - 日本郵便株式会社発足。

## 取扱内容
- 郵便、印紙、ゆうパック、内容証明
- 貯金、為替、振替、振込、国債
- 生命保険、バイク自賠責保険
- ゆうちょ銀行ATM - 振替機能付き

## 周辺
- 八戸市役所島守支所
- 八戸市立島守小学校
- 八戸市立島守中学校
- 新井田川

## アクセス
- 南部バス（荒谷線：本数は極端に少ない） 島守停留所下車後、徒歩約2分
- 南郷コミュニティバス（頃巻沢線・古里線<隔日運行のため、曜日により異なる>） 島守郵便局前停留所下車
- 八戸自動車道 南郷インターチェンジより、青森県道42号名川階上線を東へ約4.9Km
- 駐車場あり：5台